# لاشين أبو شنب
لاشين علي عبد الله لاشين أبو شنب وشهرته لاشين أبو شنب (25 يونيو 1927م - 25 سبتمبر 2014 م) كان عضوا بمكتب الإرشاد بجماعة الإخوان المسلمين ومن الرعيل الأول للجماعة، وأستاذا اللغة العربية. تعلم في الأزهر الشريف وتخرج في كلية دار العلوم جامعة القاهرة عام 1953 م، عمل أستاذا للغة العربية في الكويت وفي السعودية بجامعة محمد بن سعود، التحق ب(الإخوان المسلمين) عام 1941م.

## نشأته وتعليمه
ولد في قرية بتبس، مركز شبين الكوم، محافظة المنوفية. توفيت زوجته في سنة 2010م.
التحق بالأزهر وهو صغير السن باستثناء من شيخ الأزهر لحفظه القرأن الكريم.
حصل على شهادة الثانوية الأزهرية ثم ليسانس دار العلوم جامعة القاهرة عام 1953م.
حصل على دبلوم المعهد العالي للتربية سنة 1954 م. ومارس الخطابة مبكرا، فقد كان يمارسها وهو في المدرسة الإلزامية.

## أشهر أعماله
كان رئيس اللجنة التنفيذية لمعهد شبين الكوم الديني الخاصة بمساندة شيخ الأزهر الشيخ مصطفى المراغي.
مسؤول الجوالة في كلية دار العلوم خلال أربع سنوات.
عضو النظام الخاص وشارك في الأعمال الفدائية في القنال 1951 م كما شارك في الإعداد وجمع الأسلحة في حرب فلسطين 1948م.
اعتقل أكثر من مرة: ففي أيام الملك فاروق اعتقل لمدة ثلاثة أشهر، واعتقل في أحداث سبتمبر 1981 وفي 1995.
عمل في حقل التدريس وتدرج في مناصب التربية والتعليم حتى وصل إلى مدير عام إدارة، حتى أحيل للمعاش لبلوغه سن 65 سنة.
تم تكريمه لحصوله على مركز «المدرس المثالي» في وزارة التربية والتعليم على مستوى الجمهورية.

## أسفاره الكثيرة
سافر إلى الكويت في 1960م، ثم سافر إلى السعودية للعمل في جامعة الإمام محمد بن سعود لمدة خمس سنوات.
زار عدد من الدول الأجنبية والعربية لنشر فكر الإخوان المسلمين، فقد زار أمريكا أكثر من 7 مرات وفرنسا وألمانيا وتركيا مرتين، وإنجلترا والنمسا وألبانيا والبوسنة والهرسك وكرواتيا واليونان مرة، كما زار أغلب الأقطار العربية

## مواقف من مجلس الشعب
يذكر أن الحاج لاشين أبو شنب وقف كالأسد في مجلس الشعب ليثبت في مضبطة أحمد فتحي سرور أن صفوت الشريف قوّاد.... ولم ينفِ صفوت لأن ما عرضه الحاج لاشين من معلومات لا يمكن الفكاك منه.. فأجاب: كانت أوامر وكنت باخدم مصر.
[بحاجة لمصدر]

## وفاته
توفي مساء الخميس 25 سبتمبر 2014م، عن عمر يناهز 87 عاما. وشيعت جنازته عقب صلاة الجمعة بمسقط رأسه، وشارك في تشييع الجنازة الآلاف من أعضاء ومؤيدي جماعة الإخوان المسلمين، يتقدمهم الدكتور محمد علي بشر القيادي بتحالف دعم الشرعية وزير التنمية المحلية الأسبق والعضو السابق بمكتب الإرشاد بجماعة الإخوان.

## وصلات خارجية
- «لاشين أبو شنب» شباب الإخوان المتجدد، إخوان أون لاين، 15 أبريل 2006م